# Фиванская митрополия
Фиванская, Левадийская и Авлидская митрополия (греч. Ιερά Μητρόπολις Θηβών, Λεβαδείας και Αυλίδος) — епархия Элладской православной церкви.

## История
Христианство было проповедано на территории Беотии в 56—57 годах апостолом Павлом и апостолом Лукой. Тогда же был рукоположен первый епископ для Фив — апостол Руф. Апостол Лука оставшуюся часть своей жизни прожил в Беотии и скончался в Фивах около 84 года.
В период Османской Греции, Фиванская митрополия числилась на 37-м месте из 72 митрополий Константинопольского патриархата.
9 июля 1852 года местом пребывания Фиванских митрополитов стал город Левадия.
7 октября 2021 года титул правящего архиерея был изменён из «Фивский и Левадийский» на «Фивский, Левадийский и Авлидский».

## Епископы
- Авраамий (Анаргиру) (30 октября 1852 — 21 октября 1858)
- Досифей (Асимакидис) (23 ноября 1858 — декабрь 1886)
- Иероним (Влахакис) (13 июня 1901—1909)
- Синесий (Филиппидис) (1912—1944)
- Поликарп (Куцопидис) (2 марта 1944 — декабрь 1957)
- Дорофей (Василас) (10 декабря 1957 — 1 ноября 1966)
- Никодим (Грекос) (8 июня 1967—1981)
- Иероним (Лиапис) (4 октября 1981 — 7 февраля 2008)
- Георгий (Мандзуранис) (с 24 июня 2008)